# Philippe Beck
Philippe Beck (* 21. April 1963 in Straßburg) ist ein französischer Schriftsteller, Dichter und Philosoph. Philippe Beck lebt in Paris und lehrt als Professor an der Universität Nantes.

## Leben und Werke
1994 erhielt Philippe Beck seinen Doktor der Philosophie an der École des Hautes Études en Sciences Sociales in Paris unter der Leitung von Jacques Derrida. Seit 1995 ist er Dozent für Philosophie an der Universität Nantes und lehrt dort in folgenden Bereichen: Ästhetik (insbesondere in Bezug auf Georg Wilhelm Friedrich Hegels Ästhetik und Kunst), Poetik, Geschichte der Philosophie (Platon, Augustinus), Politische Philosophie und die Verschränkung von Philosophie und Literatur.
Neben seiner Lehrtätigkeit nimmt Philippe Beck regelmäßig an literarischen Veranstaltungen sowie an wissenschaftlichen Konferenzen teil und hält Vorträge an Universitäten und Kulturinstituten der ganzen Welt, einschließlich: Cambridge Konferenz der zeitgenössischen Poesie, dem Trinity College, der Alliance Française de Valparaiso (Chile), den Literarischen Kongress in Singapur auf Einladung des französischen Konsulats, Barnard College in New York, Buffalo University, University of Massachusetts, University of Colorado in Denver, Universität Osnabrück und die Universität of Québec in Montreal. Er hat seine Gedichte an unzähligen Poesiefestivals in Städten wie Berlin, Amsterdam, Rom, Montreal, Shanghai, Peking und Istanbul gelesen und gelehrt.

## Werke

### Bücher
Französische Ausgaben
- 2018: Dictées, Flammarions, ISBN 9782081421158
- 2017: iduna et braga. de la jeunesse, Corti (en lisant, en écrivant), éd. Corti, ISBN 978-2-7143-1183-2
- 2007: Chants Populaires, Fammarion, ISBN 2081200864
- 2004: Garde-manche deux, TEXTUEL,  ISBN 2845970706
- 2001: Poésies didactiques, Théâtre Typographique, ISBN 2909657191
- 2000: Derniere mode familiale: Poemes, Fammarion, ISBN 2080679333
- 1998: Verre de l'epoque Sur-Eddy, Editions Al Dante, ISBN 2911073231

Bilinguale Ausgaben
- 2016: Writing the Real: A Bilingual Anthology of Contemporary French Poetry, Enitharmon Press

Deutschsprachige Ausgaben
- 2011: Populäre Gesänge, aus dem Französischen von Tim Trzaskalik, Matthes & Seitz Berlin, ISBN 978-3-88221-609-7